# Kecamatan Pembantu Sindangwangi
Kecamatan Pembantu Sindangwangi är ett distrikt i Indonesien.   Det ligger i provinsen Jawa Barat, i den västra delen av landet, 180 km öster om huvudstaden Jakarta. Kecamatan Pembantu Sindangwangi ligger vid sjön Telaga Herang.